# Teichoskopie
Als Teichoskopie (griechisch τειχοσκοπία, teichoskopia, von τεῖχος, Stadtmauer und σκοπεῖν, beobachten) oder Mauerschau wird im Epos und Schauspiel der mündliche Bericht einer Figur bezeichnet, welche von erhöhter räumlicher Position aus Vorgänge sieht und schildert, die aus künstlerischen oder (auf der Bühne) aus praktischen Gründen nicht dargestellt werden können.

## Beschreibung
Formal ist die Teichoskopie ein Monolog, der aber durch Fragen unterbrochen sein kann, oder auch ein Dialog von Personen, die auf der „Mauer“ stehen und das, was sie sehen, miteinander besprechen. Im Gegensatz zum Botenbericht, der vergangene Vorgänge in die Handlung einführt, erlaubt die Teichoskopie, gleichzeitig ablaufende Ereignisse auch zugleich zu behandeln.
Inhaltlich können dies Zweikämpfe oder Unglücksfälle, aufmarschierende Armeen oder ganze Schlachten sein, aber auch Naturphänomene, wie die Schilderung des Sternenfirmaments oder des Sonnenaufgangs.

## Ursprung
Das Wort „Mauerschau“ leitet sich von einem berühmten Kunstgriff in Homers Ilias her, wo im Dritten Gesang, Verse 121–244, Helena – auf der trojanischen Stadtmauer stehend – König Priamos die anrückenden griechischen Helden beschreibt, die gerade sie besonders gut kennt, da sie ehedem alle um sie geworben haben. Ein Sonderfall ist die Vision Kassandras in der Agamemnontragödie des Seneca; hier sieht die Prophetin gewissermaßen durch die Mauern hindurch die gleichzeitige Ermordung des Agamemnon im Innern des Palasts.

## Beispiele
- Klassische Teichoskopie ist auch der Bericht des Türmers Lynkeus von der Ermordung Philemons und Baucis im V. Akt von Goethes Faust II.

- In Asterix auf Korsika wird eine Prügelei zwischen Korsen und römischen Soldaten im teichoskopischen Gespräch einiger alter Männer wiedergegeben, die, anders als der Leser, das Geschehen beobachten.